# Xã Moland, Quận Clay, Minnesota
Xã Moland (tiếng Anh: Moland Township) là một xã thuộc quận Clay, tiểu bang Minnesota, Hoa Kỳ. Năm 2010, dân số của xã này là 299 người.